# Calycomyza subapproximata
Calycomyza subapproximata är en tvåvingeart som först beskrevs av Mitsuhiro Sasakawa 1955.  Calycomyza subapproximata ingår i släktet Calycomyza och familjen minerarflugor. Inga underarter finns listade i Catalogue of Life.